# Jordi Font i Agustí
Jordi Font i Agustí, (Badalona, 25 de febrer de 1955) és un enginyer i escriptor català que escriu sota el pseudònim de Jordi Font-Agustí.
Publica el seu primer relat l'any 1983 a la desapareguda revista Ciència. És membre de l'Associació d'Escriptors en Llengua Catalana i de la Societat Catalana de Ciència-ficció i Fantasia. La seva primera novel·la, El preu de la quimera va ser publicada l'any 1992, però va ser el 1999 que va obtenir el primer reconeixement amb Els silencis de Betúlia, obra que seria guardonada amb el Premi Ciutat de Badalona. Un any després la seva obra Contracorrent va rebre el premi El lector de l'Odissea. Altres guardons que ha rebut l'autor són el Premi UPC de Ciència-Ficció per Traficant de llegendes i els premis Manuel de Pedrolo de Ciència-ficció i Ictineu amb La febre del vapor, l'any 2010, publicada el 2011. Col·labora amb la revista Vía Libre de la Fundació dels Ferrocarrils Espanyols amb una secció sobre la presència del ferrocarril en les arts.

## Obra publicada
Narrativa
- 1992: El preu de la quimera. (Eumo Editorial)
- 1999: Els silencis de Betúlia. (Editorial Columna)
- 2000: Contracorrent (Edicions Proa)
- 2004: Traficant de llegendes. (Pagès Editors)
- 2011: La febre del vapor.(Pagès Editors)
- 2017: L'herència japonesa. (Editorial Librooks)

#### Poesia
- 2023: Raïls i paraules. 49 haikus i tanques ferroviaris. (El Pont del Petroli)

Narrativa juvenil
- 1994: Apín capon zapun amanicà!: 1134. (Eumo Editorial)
- 1994: Assassinat a l'Escola del Treball. (Eumo Editorial)
- 1996: La força del riu. (Eumo Editorial)

No ficció
- 1995: L'ensenyament de la tecnologia a l'ESO: promptuari per implementar-la als centres de Catalunya. (Eumo Editorial)
- 2002: Entre la por i l'esperança: percepcions de la tecnociència en la literatura i el cinema. (Edicions Proa)
- 2016. Erotismo y ferrocarril. (Editorial Maquetren)
- 2022 El ferrocarril en les arts i la literatura catalanes. (Institut d'Estudis Catalans i Museu del Ferrocarril de Catalunya)